# Tocata y fuga de Lolita
Tocata y fuga de Lolita és una pel·lícula de 1974 dirigida per Antonio Drove.

## Argument
Carlos, un vidu de quaranta anys, viu amb la seva filla Lolita i amb la seva germana Merche. Carlos és candidat a procurador en Corts, per la qual cosa viatja amb freqüència fora de Madrid. En un d'aquests viatges, es veu obligat a tornar precipitadament quan la seva germana li comunica que la seva filla ha marxat de casa per a viure amb unes amigues. En lloc d'escandalitzar-se, Carlos es fica en el món juvenil de la seva filla i els seus amics, entre els quals es troba Nicolai, un hippie bohemi, xicot de Lolita. Aquesta li diu al seu pare que Nicolai és promès d'Ana, i no li conta que viu en el mateix apartament que elles. Així, Carlos, que està interessat per Ana, s'introdueix en el grup, fins i tot es vesteix com ells per a conquistar Ana.

## Repartiment
- Arturo Fernández - Carlos
- Amparo Muñoz - Lolita
- Francisco Algora - Nicolai
- Enriqueta Carballeira - Rosa
- Manuel Alexandre - Antonio Azón
- Pauline Challenor -Ana
- María Luisa Merlo - Olga
- Laly Soldevila - Merche

## Producció
Va estar subscrita pel productor José Luis Dibildos qui va finançar una sèrie de pel·lícules a través de la productora Àgata Films, en un intent de fer un cinema socialment compromès però que fora comercial. Evitant caure en el recurs del riure fàcil creant personatges amb una psicologia molt marcada, la pel·lícula critica la hipocresia sexual de la societat sumant-se a la resta de la sèrie de comèdies crítiques amb les convencions socials on es troben tan variats com la immigració (Españolas en París), el masclisme (La mujer es cosa de hombres), o la publicitat (Vida conyugal sana).

## Premis
30a edició de les Medalles del Cercle d'Escriptors Cinematogràfics
| Categoria       | Candidat         | Resultat  |
| --------------- | ---------------- | --------- |
| Millor actor    | Francisco Algora | Guanyador |
| Premi revelació | Antonio Drove    | Guanyador |